# رواية ستارمان جونز
ستارمان جونز، هي رواية خيال علمي صدرت عام 1953 من تأليف روبرت هينلين حول فتى مزارع يريد الذهاب إلى النجوم. تم نشره لأول مرة من قبل أبناء تشارلز سكريبنر كجزء من سلسلة أحداث هاينلين.

## ملخص المؤامرة
يعمل ماكس جونز في مزرعة العائلة في جبال أوزارك.مع وفاة والده وتزوج زوجة أبيه مرة أخرى من رجل يكرهه، يهرب ماكس من المنزل، ويأخذ كتيبات عمه الراحل عن التنجيم.
يتم التحكم في معظم المهن بإحكام من قبل النقابات ذات العضوية الوراثية. نظرًا لأن عمه كان عضوًا في نقابة المنجمون 'ولم يكن لديه أطفال، يأمل ماكس أنه قبل وفاته، قام عمه بتسميته وريثه. يبدأ في المشي لمسافات طويلة نحو إيرثبورت لمعرفة ذلك. على طول الطريق، وجد وجهًا ودودًا المتشرد سام أندرسون، والذي ألمح لاحقًا إلى أنه هارب من مشاة البحرية الإمبراطورية. يقوم سام بإطعام ماكس وتقديم المشورة، على الرغم من أنه سرق فيما بعد أدلة ماكس القيمة.
في مقر النقابة، يشعر ماكس بخيبة أمل عندما اكتشف أنه لم يتم تسميته وريثًا، لكنه يتلقى وديعة أمان كبيرة من عمه مقابل كتيباته.يعلم ماكس أن سام أعاد الكتيبات وحاول المطالبة بالإيداع لنفسه.
بالصدفة، واجه سام اعتذاريًا. بفضل أموال ماكس، يستطيع ساما أن ينهي وظائفهم على متن مركبة فضائية باستخدام سجلات مزورة لخدمتهم كطاقم على متن سفن أخرى. يقوم ماكس بالتسجيل بصفته رفيق مضيف في الدرجة الثالثة، ثم يمتص محتويات دليل نقابة الحكام باستخدام ذاكرته الاستدلالية.من بين واجباته رعاية العديد من الحيوانات، بما في ذلك الحيوانات الأليفة للركاب.عندما تزور إلدريث «إيلي» كوبيرن حيوانها الأليف وهو «جرو عنكبوت» فضائي شبه ذكي صادق ماكس، تعلمت أنه يستطيع لعب الشطرنج ثلاثي الأبعاد، وتتحداه في لعبة. لاعب بطل، تسمح له دبلوماسيا بالفوز. في هذه الأثناء، يرتفع سام إلى منصب سيد السلاح.
عندما اكتشف ضباط السفينة، من خلال مكائد إيلي، أن ماكس قد تعلم التنجيم من عمه، تتم ترقية ماكس إلى سطح القيادة. تحت وصاية رئيس المنجم هندريكس والرئيس كمبيوترمان كيلي، أصبح خبير رسم بياني مبتدئ تجريبيًا ثم منجمًا تجريبيًا. في لقاء مع هندريكس، اعترف ماكس على مضض بتزوير سجله للوصول إلى الفضاء. يؤجل هندريكس الأمر حتى عودتهم إلى الأرض. ثم يغادر اسكارد إلى هالسيون، وهو كوكب مستعمرة يدور حول نو بيغاسي.
عندما يموت هندريكس، يُترك قسم التنجيم مختزلًا بشكل خطير. يحاول القبطان المسن أن يحل محله، لكنه لا يرقى إلى مستوى المهمة.عندما يكتشف ماكس خطأً في حساباته في الوقت الفعلي يؤدي إلى انتقال، لا يصدقه القبطان ولا مساعد المنجم سايمز، وتضيع السفينة.
إنهم يحددون عالمًا صالحًا للسكن، والذي يسميه إيلي جمعية خيرية، ويصبح الركاب مستعمرين. في غضون ذلك، يواصل الطاقم محاولة معرفة مكان وجودهم وما إذا كان بإمكانهم العودة إلى الأرض. لسوء الحظ، اتضح أن الكوكب مأهول بالفعل بأشخاص معاديين يشبهون القنطور. يتم القبض على ماكس وايلي، لكن حيوان ايلي الأليف قادر على توجيه سام إليهم. ويهربون، على الرغم من مقتل سام أثناء تغطية انسحابهم. عند عودته، أخبر ماكس أن القبطان قد مات. حاول سايمز تولي الأمر بشكل غير قانوني وقتله سام، تاركًا ماكس باعتباره المنجم الوحيد المتبقي. ومما زاد الطين بلة، أن سايمس أخفى أو أتلف كتيبات التنجيم.
فاق عدد البشر عددًا كبيرًا من السكان الأصليين، يضطر البشر إلى محاولة العودة المحفوفة بالمخاطر إلى الفضاء المعروف من خلال عكس الانتقال الخاطئ. يجب على ماكس قيادة السفينة؛ يجب عليه أيضًا توفير جداول التنجيم المفقودة من الذاكرة. لزيادة أعبائه، أخبر الضباط المتبقون ماكس أنه يجب أن يتولى القيادة، حيث لا يمكن أن يكون القبطان سوى المنجم. الضغط هائل، لكن ماكس ينجح وتعود السفينة إلى الفضاء المعروف.
يدفع ماكس غرامات باهظة، ولكن يُسمح له بالانضمام إلى جمعية نقابة المنجمين، ويتم تعيينه كمنجم مساعد على متن مركبة فضائية أخرى. ومع ذلك، فإنه يفقد أي فرصة لعلاقة رومانسية مع إلدريث؛ عادت إلى المنزل لتتزوج صديقها. يقبل ماكس هذا بمشاعر مختلطة، لكنه يتطلع إلى مسيرته الجديدة.

## استقبال
وجد جروف كونكلين في عام 1954 أن الرواية «قصة غنية بالنضج وناضجة تمامًا» وأفضل أحداث هيينلين السبعة المتاحة. وأشاد كل من أنتوني باوتشر. فرانسيس ماكوماس بها "لتطورها الجيد في الشخصية، وإثارة رواية المغامرات، وخلقها الرائع للعديد من أشكال الحياة خارج الأرض. صنف شويلر ميلر أنها قريبة الأفضل في الخيال العلمي. " 
أعلن فيلير جيرسون، المراجع في صحيفة نيويورك تايمز ، أن ستارمان جونز هو «خيال علمي متفوق.. تم التخطيط له بعناية، وبوضوح، وكتابة بشكل جميل» 
أثناء مسح روايات هاينلين للأحداث، وصف جاك ويليامسون ستارمان جونز بأنه "مثال كلاسيكي على نمط رواية تشكيلية " وأشار إلى أنه "برمزيته الجريئة، يجعل الكتاب جاذبية عالمية. على الرغم من "الصدفة والميلودراما العرضية" في الحبكة، خلص ويليامسون إلى أن "الرواية حدث رائع [والتي] تعكس الآمال والمخاوف التي عرفناها جميعًا".

## التكيف مع الوسائط الأخرى
على الرغم من أن هيينلين نادرًا ما سمح بإجراء تعديلات دراماتيكية على عمله، فقد سمح لدوغلاس إل ليبرمان بتمثيل ستارمان جونز في مسرح جودمان كيدز في شيكاغو. من تأليف وإخراج ليبرمان، استمرت المسرحية المكونة من فصلين في 25 عرضًا في عام 1972. لعب دور البطولة تشارلز فلايشر، الذي أدى فيما بعد صوت روجر رابيت في هوليوود. في عام 1974، نشرت كتب افون السيناريو كجزء من مختارات مسرح الأطفال المعاصر الذي حررته بيتي جين ليفتون.

## روابط خارجية
- ُStarman Jones عنوان مُدرج في قاعدة بيانات الخيال التأملي على الإنترنت
- Starman Jones at Open Library